# Peggy Lee
Norma Deloris Egstrom (Jamestown, Dakota del Norte, 26 de mayo de 1920-Los Ángeles, 21 de enero de 2002), conocida como Peggy Lee, fue una cantante, compositora y actriz estadounidense, a lo largo de una carrera que abarcó seis décadas.
Ampliamente reconocida como una de las personalidades musicales más influyentes en la música comercial anglosajona del siglo XX, Lee ha sido citada como mentora de artistas tan diversos como Bobby Darin, Paul McCartney, Bette Midler, Madonna, k.d. lang, Elvis Costello, Dusty Springfield, Dr. John, y otros muchos. Como compositora, colaboró con su marido, Dave Barbour, con Sonny Burke, Victor Young, Francis Lai, Dave Grusin, John Chiodini y Duke Ellington, quien afirmó: "Si yo soy el Duke (duque), entonces Peggy es la Reina". Como actriz, fue nominada para un premio Óscar, por su papel en Pete Kelly's Blues. Como cantante, Peggy Lee tenía registro de contralto. Frank Sinatra, Ella Fitzgerald, Judy Garland, Dean Martin, Bing Crosby y Louis Armstrong la citaron como una de sus cantantes favoritas.

## Biografía

### Inicios
Era la más joven de siete hermanos. Lee encontró en la música una válvula de escape de los arrebatos de su madrastra, Min. Empezó a cantar profesionalmente con la radio KOVC en Valley City (Dakota del Norte), y pronto tuvo una serie radiofónica propia respaldada por un restaurante local que le pagaba su "salario" con comida. Durante su época en la escuela secundaria aceptó todo tipo de trabajos, desde camarera hasta cantante en otras emisoras locales. La personalidad radiofónica Ken Kennedy, de WDAY en Fargo (Dakota del Norte) (la emisora más escuchada del estado) cambió su nombre, Norma, por el de Peggy Lee. Cansada de los abusos de su madrastra, abandonó su domicilio y viajó a Los Ángeles a los 17 años de edad.
Volvió a Dakota del Norte para que le hicieran una amigdalectomía y finalmente fue a Chicago para actuar en The Buttery Room, un club en el Ambassador Hotel West, donde llamó la atención a Benny Goodman, el clarinetista de jazz. Ella se unió a la banda de Goodman en 1941 y permaneció en ella durante dos años.

### Carrera discográfica
A inicios de 1942, Lee consiguió su primer número 1, "Somebody Else Is Taking My Place," seguido en 1943 por "Why Don't You Do Right?" (originalmente cantada por Lil Green), canción que vendió más de un millón de copias y la hizo famosa. Cantó con Goodman en dos filmes de 1943, Stage Door Canteen y The Powers Girl.
En marzo de 1943, Lee se casó con Dave Barbour, guitarrista de la banda de Goodman. Cuando Lee y Barbour dejaron la banda, la idea era que él trabajaría en los estudios y que ella se dedicaría a las tareas domésticas y a criar a su hija, Nicki. Pero finalmente ella se ocupó en la composición y en sesiones ocasionales de grabación para Capitol Records en 1944, para quienes produjo una larga cadena de éxitos, muchos de ellos con letras y música de Lee y Barbour, incluyendo "I Don't Know Enough About You" y "It's a Good Day" (1946). Cuando se grabó su número 1 y récord de ventas de 1948 "Mañana," su "retiro" estaba olvidado.
En 1948 se unió a Perry Como y Jo Stafford como una de las anfitrionas del programa musical de la NBC Radio Chesterfield Supper Club. Participó también con regularidad en el programa de la NBC Jimmy Durante Show en la temporada 1947-48.  
Dejó Capitol durante unos años a inicios de la década de 1950, pero volvió a la compañía en 1957. Fue famosa su versión del éxito de Little Willie John "Fever", al cual ella añadió sus propias letras, y su interpretación del tema de Jerry Leiber y Mike Stoller "Is That All There Is?" Su relación con el sello Capitol abarcó casi tres décadas, junto a un breve pero artísticamente rico período (1952-1956) en Decca Records, donde grabó uno de sus álbumes más aclamados Black Coffee (1956). Estando con Decca, Lee consiguió grandes hits con las canciones "Lover" y "Mr. Wonderful."

### Composición
Fue también conocida como compositora de éxitos tales como las canciones de la película de Disney La dama y el vagabundo, para la cual interpretó la voz y el canto de cuatro personajes. Entre sus colaboradores escribiendo canciones, además de Barbour, se encuentran Laurindo Almeida, Harold Arlen, Sonny Burke, Cy Coleman, Gene DiNovi, Duke Ellington, Dave Grusin, Dick Hazard, Quincy Jones, Francis Lai, Jack Marshall, Johnny Mandel, Marian McPartland, Willard Robison, Lalo Schifrin, Hubie Wheeler, el guitarrista Johnny Pisano y Victor Young.
Fue la letrista de los temas "I Don't Know Enough About You", "It's A Good Day", "I'm Gonna Go Fishin'", "The Heart Is A Lonely Hunter", "Fever", "The Shining Sea", "He's A Tramp", "The Siamese Cat Song", "There Will Be Another Spring", "Johnny Guitar", "Sans Souci", "What's New?", "Things Are Swinging", "Don't Smoke in Bed", "I Love Being Here With You", "So What's New" y otros muchos.
En una época en que la juventud empezaba a aficionarse al rock and roll, ella fue uno de los principales pilares de las grabaciones de Capitol. Fue la primera de la "vieja guardia" en reconocer ese nuevo género, como se evidencia en sus grabaciones de The Beatles, Randy Newman, Carole King, James Taylor y otros músicos. Desde 1957 hasta su último disco para la compañía en 1972, normalmente producía dos o tres álbumes anuales, incluyendo estándar (a menudo producido en un estilo diferente del original), sus propias composiciones, y material de jóvenes artistas.
Lee fue candidata a 12 Grammy, ganando el Premio Grammy a la Mejor Interpretación Vocal Pop Femenina por su éxito de 1969 "Is That All There Is?" En 1995 recibió otro Grammy, en esta ocasión a la totalidad de su carrera.

### Carrera como actriz
Lee también actuó en varios filmes. En 1952 trabajó con Danny Thomas en una versión de la película de Al Jolson The Jazz Singer. En 1955 fue una abatida y alcoholizada cantante de blues en Pete Kelly's Blues, papel por el cual fue nominada a un Oscar.

### Retiro y fallecimiento
Siguió actuando en la década de 1990, a veces en silla de ruedas, y seguía cautivando al público y a la crítica. Tras años de mala salud, Lee falleció a causa de las complicaciones de una diabetes y de un infarto agudo de miocardio a los 81 años de edad. Está enterrada en el Cementerio Westwood Village Memorial Park en Westwood (Los Ángeles). Había tenido una hija, Nicki Lee Foster, fruto de su matrimonio con Barbour.

## Discografía

### Álbumes

#### Capitol Records
- 1948 Rendezvous with Peggy Lee
- 1952 Rendezvous with Peggy Lee

#### Decca Records
- 1953 Black Coffee (Versión de diez pulgadas)
- 1954 Songs in an Intimate Style
- 1954 White Christmas soundtrack (con Bing Crosby y Danny Kaye)
- 1955 Songs from Pete Kelly's Blues' (con Ella Fitzgerald)
- 1956 Black Coffee (Versión de doce pulgadas)
- 1957 Dream Street
- 1957 Songs from Walt Disney's "Lady and the Tramp"
- 1958 Sea Shells (grabado en 1955)
- 1959 Miss Wonderful (grabado en 1956)

#### Capitol Records
- 1957 The Man I Love
- 1959 Jump for Joy
- 1959 Things Are Swingin'
- 1959 I Like Men!
- 1959 Beauty and the Beat!
- 1960 Latin ala Lee!
- 1960 All Aglow Again!
- 1960 Pretty Eyes
- 1960 Christmas Carousel
- 1960 Olé ala Lee
- 1961 Basin Street East Proudly Presents Miss Peggy Lee
- 1961 If You Go
- 1962 Blues Cross Country
- 1962 Bewitching-Lee
- 1962 Sugar 'N' Spice
- 1963 Mink Jazz
- 1963 I'm a Woman
- 1964 In Love Again!
- 1964 In the Name of Love
- 1965 Pass Me By
- 1965 Then Was Then - Now Is Now!
- 1966 Guitars a là Lee
- 1966 Big $pender
- 1967 Extra Special!
- 1967 Somethin' Groovy!
- 1968 2 Shows Nightly
- 1969 A Natural Woman
- 1969 Is That All There Is?
- 1970 Bridge Over Troubled Water
- 1970 Make It With You
- 1971 Where Did They Go
- 1972 Norma Deloris Egstrom from Jamestown, North Dakota

### Álbumes posteriores
- 1974 Let's Love
- 1975 Mirrors
- 1977 Live in London
- 1977 Peggy
- 1979 Close Enough for Love
- 1988 Miss Peggy Lee Sings the Blues
- 1990 The Peggy Lee Songbook: There'll Be Another Spring
- 1993 Love Held Lightly: Rare Songs by Harold Arlen (grabado en 1988)
- 1993 Moments Like This

### Lista de sencillos
| Año  | Título                                         | Posiciones en la lista | Posiciones en la lista |
| Año  | Título                                         | Billboard Hot 100      | US AC                  |
| ---- | ---------------------------------------------- | ---------------------- | ---------------------- |
| 1941 | "I Got It Bad and That Ain't Good"             | 25                     | —                      |
| 1941 | "Winter Weather" (con Art Lund)                | 24                     | —                      |
| 1941 | "Blues in the Night"                           | 20                     | —                      |
| 1941 | "Somebody Else is Taking My Place"             | 1                      | —                      |
| 1941 | "My Little Cousin"                             | 14                     | —                      |
| 1941 | "We'll Meet Again"                             | 16                     | —                      |
| 1941 | "Full Moon"                                    | 22                     | —                      |
| 1941 | "The Way You Look Tonight"                     | 21                     | —                      |
| 1943 | "Why Don't You Do Right"                       | 4                      | —                      |
| 1945 | "Waitin' for the Train to Come in"             | 4                      | —                      |
| 1946 | "I'm Glad I Waited for You"                    | 24                     | —                      |
| 1946 | "I Don't Know Enough About You"                | 7                      | —                      |
| 1946 | "Linger in My Arms a Little Longer, Baby"      | 16                     | —                      |
| 1946 | "It's All Over Now"                            | 10                     | —                      |
| 1947 | "It's a Good Day"                              | 16                     | —                      |
| 1947 | "Everything's Moving too Fast"                 | 21                     | —                      |
| 1947 | "Chi-baba, Chi-baba (My Bambino, Go to Sleep)" | 10                     | —                      |
| 1947 | "Golden Earrings"                              | 2                      | —                      |
| 1948 | "Manana"                                       | 1                      | —                      |
| 1948 | "All Dressed up with a Broken Heart"           | 21                     | —                      |
| 1948 | "For Every Man, There's a Woman"               | 25                     | —                      |
| 1948 | "Laroo, Laroo, Lili Bolero"                    | 13                     | —                      |
| 1948 | "Talking to Myself About You"                  | 23                     | —                      |
| 1948 | "Don't Smoke in Bed"                           | 22                     | —                      |
| 1948 | "Caramba! It's the Samba"                      | 13                     | —                      |
| 1948 | "Baby, Don't Be Mad at Me"                     | 21                     | —                      |
| 1948 | "Somebody Else is Taking My Place" (re-issue)  | 30                     | —                      |
| 1948 | "Bubble Loo, Bubble Loo"                       | 23                     | —                      |
| 1949 | "Blum Blum, I Wonder Who I Am"                 | 27                     | —                      |
| 1949 | "Similau (See-Me-Lo)"                          | 17                     | —                      |
| 1949 | "Bali Ha'i"                                    | 13                     | —                      |
| 1949 | "Riders in the Sky (A Cowboy Legend)"          | 2                      | —                      |
| 1950 | "The Old Master Painter" (con Mel Tormé)       | 9                      | —                      |
| 1950 | "Show Me the Way to Get out of This World"     | 28                     | —                      |
| 1951 | "(When I Dance with You) I Get Ideas"          | 14                     | —                      |
| 1952 | "Be Anything (But Be Mine)"                    | 21                     | —                      |
| 1952 | "Lover"                                        | 3                      | —                      |
| 1952 | "Watermelon Weather" (con Bing Crosby)         | 28                     | —                      |
| 1952 | "Just One of Those Things"                     | 14                     | —                      |
| 1952 | "River, River"                                 | 23                     | —                      |
| 1953 | "Who's Gonna Pay the Check"                    | 22                     | —                      |
| 1953 | "Baubles, Bangles, and Beads"                  | 30                     | —                      |
| 1954 | "Where can I go Without You"                   | 28                     | —                      |
| 1954 | "Let Me go, Lover"                             | 26                     | —                      |
| 1956 | "Mr. Wonderful"                                | 14                     | —                      |
| 1956 | "Joey, Joey, Joey"                             | 76                     | —                      |
| 1958 | "Fever"                                        | 8                      | —                      |
| 1958 | "Light of Love"                                | 63                     | —                      |
| 1958 | "Sweetheart"                                   | 98                     | —                      |
| 1959 | "It's Okay, You Win"                           | 68                     | —                      |
| 1959 | "My Man"                                       | 81                     | —                      |
| 1959 | "Hallelujah, I Love Him So"                    | 77                     | —                      |
| 1963 | "I'm a Woman"                                  | 54                     | —                      |
| 1965 | "Pass Me by"                                   | 93                     | 20                     |
| 1965 | "Free Spirits"                                 | —                      | 29                     |
| 1966 | "Big Spender"                                  | —                      | 9                      |
| 1966 | "That Man"                                     | —                      | 31                     |
| 1966 | "You've Got Possibilities"                     | —                      | 36                     |
| 1966 | "So, What's New"                               | —                      | 20                     |
| 1966 | "Walking Happy"                                | —                      | 14                     |
| 1967 | "I Feel it"                                    | —                      | 8                      |
| 1969 | "Spinning Wheel"                               | —                      | 24                     |
| 1969 | "Is That All There Is?"                        | 11                     | 1                      |
| 1969 | "Whistle for Happiness"                        | —                      | 13                     |
| 1970 | "Love Story"                                   | —                      | 26                     |
| 1970 | "You'll Remember Me"                           | —                      | 16                     |
| 1970 | "One More Ride on the Merry-Go-Round"          | —                      | 21                     |
| 1972 | "Love Song"                                    | —                      | 34                     |
| 1974 | "Let's Love"                                   | —                      | 22                     |

## Filmografía
- The Powers Girl (1943)
- Stage Door Canteen (1943)
- Banquet of Melody (1946) (corto)
- Jasper in a Jam (1946) (corto) (voz)
- Midnight Serenade (1947) (corto)
- Peggy Lee and the Dave Barbour Quartet (1950) (corto)
- Mr. Music (1950)
- The Jazz Singer (1952)
- La dama y el vagabundo (1955) (voz)
- Pete Kelly's Blues (1955)
- Celebrity Art (1973) (corto)

## Premios y distinciones
Premios Óscar
| Año  | Categoría               | Película                | Resultado |
| ---- | ----------------------- | ----------------------- | --------- |
| 1956 | Mejor actriz de reparto | Los blues de Pete Kelly | Nominada  |

Lee recibió el Roughrider Award concedido por el estado de Dakota del Norte.
Concedido por la Sociedad Americana de Compositores, Autores y Editores; el Presidents Award, de la Songwriters Guild of America; el Ella Award de la Sociedad de Cantantes; y el Living Legacy Award, concedido por el Women's International Center. En 1999 ingresó en el Salón de la Fama de los Compositores.

### Autobiografía
- Peggy Lee, Miss Peggy Lee: An Autobiography, 2002, Bloomsbury (UK), ISBN 0-7475-5907-4

### Otros autores
- Peter Richmond, Fever: The Life and Music of Miss Peggy Lee, 2006, Henry Holt and Company, ISBN 0-8050-7383-3
- Robert Strom, Miss Peggy Lee: A Career Chronicle, 2005, McFarland Publishing, ISBN 0-7864-1936-9